# Катрунов, Павел Евгеньевич
Павел Евгеньевич Катрунов (26 марта 1989 года, г. Мозырь, Мозырского района, Гомельской области, Республика Беларусь) — белорусский боец смешанных единоборств, многотитулованный спортсмен — мастер спорта международного класса по универсальному бою, мастер спорта международного класса по панкратиону (2019 г.), мастер спорта по ушу саньда, мастер спорта по рукопашному бою. Призер чемпионата Республики Беларусь по кикбоксингу (К-1), призёр чемпионата Мира по универсальному бою, победитель белорусской лиги Maxfight, победитель чемпионата и кубка РБ по ушу (саньшоу), победитель чемпионата Республики Беларусь по рукопашному бою, победитель чемпионата РБ по панкратиону, призёр чемпионата Мира по панкратиону.

## Биография
Павел родился в 1989 году 26 марта в городе Мозырь, Гомельской области в семье военнослужащего Евгения Викторовича и медсестры Натальи Алексеевны Катруновых. В детстве Павел занимался различными видами спорта такие как: гребля, плавание, футбол и во всех направлениях тренера видели в спортсмене перспективу, но Павел не сидел на месте и не мог найти свое направление. В 2005 году в возрасте 16 лет, Павел записался в секцию рукопашного боя, после чего влюбился в этот вид спорта. С этого момента начался путь спортсмена в направлении смешанных единоборств. В 2008 году, Павел, окончив Мозырский государственный политехнический техникум, принял решение о получении высшего образования, поступил в Мозырский Педагогический Университет имени И. П. Шамякина, на инженерно-педагогический факультет, который окончил в 2012 году. В этом же году, Паша поступает на службу, в военную часть специального назначение 3214 в роту разведки. В армии, Павел продолжал усиленно тренироваться. И за время службы принял участие в соревнованиях по рукопашному и универсальному бою. Был награжден нагрудным знаком «ЗА САМААДДАНУЮ СЛУЖБУ» II степени, а также получил Благодарность от министра внутренних дел Республики Беларусь. После армии Павел продолжал активные тренировки и участия в различных соревнованиях и турнирах. В 2014 году принял участие в реалити-шоу [Mix Fighter] (Новые Горизонты) — 4 Сезон, под кураторством Фёдора Емельяненко. Был единственным белорусским бойцом за все сезоны реалити-шоу, который стал Вице-чемпионом. В 2017 году Павел был приглашён в Китай для обмена опытом с китайскими спортсменами. Там же участвовал в профессиональных боях ММА. По мимо спортивной деятельности, Павел пробует себя и в других направлениях. Так в 2018 году, китайскими режиссёрами, был приглашён на съёмки в качестве консультанта в постановочных боях. А в 2019 году, Павел участвует в съёмках художественного фильма в роли актёра.

## Спортивная карьера
Боец ММА Павел Катрунов, представляющий Республику Беларусь, начал свою профессиональную карьеру в 2008 году. На сегодняшний момент Павел провёл 20 боев, из которых 11 побед и 9 поражений. А также в его послужном списке, свыше 45 медалей, наград и кубков, в различных чемпионатах и турнирах Европы и Азии. Павел принимал участие в турнирах таких промоушенов как ACB, MG, WFCA. Свой дебютный поединок провёл в декабре 2008 года, уступив победу с минимальным разрывом Александру Шуху. С 2009 по 2011 год Павел проводит серию из шести беспроигрышных боев. Стоит отметить, что Паша является отличным мастером удушающих приемов, и половину своих побед завоевал удушением соперника. В 2013 году успешно дебютировал в FIGHT NIGHTS на турнире «Битва на Немиге», одержав убедительную победу во втором раунде, удушающим приемом, над Дмитрием Масленниковым. Затем в рамках промоушена был участником турниров FIGHT NIGHTS DAGESTAN и «БИТВА 20». В 2014 году пройдя отборочные испытания, становится участником телевизионного реалити-шоу MixFighter «Новые горизонты», проводимый ТК «Боец», под кураторством Федора Емельяненко, в весовой категории 84 кг. По итогам шоу, в финальном поединке, проходившем на главной спортивной площадке Беларуси — «Минск-арене», уступил Халиду Муртазалиеву и стал вице-чемпионом. Не мало важным фактом, является то, что Павел, единственный из белорусских спортсменов, за все сезоны реалити-шоу, достигший такого результата. В сентябре 2015 года Павел дебютировал в клетке промоушена FIGHT NIGHTS GLOBAL, в рамках подписанного с ним двухлетнего контракта, на турнире FIGHT NIGHTS DAGESTAN. Где потерпел поражение удушающим приемом во втором раунде Аюбу Гимбатову. Спустя три месяца, Павла ожидало второе поражение в рамках действующего контракта с FIGHT NIGHTS GLOBAL и четвертое поражение к ряду в профессиональной карьере. Оппонентом бойца выступил россиянин Алексей Ефремов, одержавший победу техническим нокаутом во втором раунде. Неудачным для Павла Катрунова выдался и старт в Гран-при FIGHT NIGHTS GLOBAL 2016 года, в весовой категории до 83,9 кг. В четвертьфинале розыгрыша он уступил единогласным решением судей еще одному россиянину Сергею Калинину и выбыл из борьбы за пояс чемпиона. После череды досадных поражений FIGHT NIGHTS GLOBAL расторг контракт с белорусским бойцом. Следующее поражение поджидало бойца в турнире MFP Sakhalin Governor’s Cup 2016, тогда он уступил победу в первом раунде, техническим нокаутом Дагестанцу Рамазану Мукайлову. После более чем полугодовых усиленных тренировок, Павел возвращается на профессиональный ринг, выступив в турнире WFCA 35 Battle in Astana. В тяжелейшей схватке с Асламбеком Мусаевым, одерживает победу в первом раунде, удушающим приёмом. После громкой победы, Павлу поступает предложение подписать контракт с Китайским клубом Flagon Dragon и Павел принимает предложение из Поднебесной. В 2018 году с 01-04 ноября проходил чемпионат мира по панкратиону в городе Бобруйск, где Павел занял 3 место в разделе анлима и 3 место в разделе панкратион, после чего 23 декабря 2019 года приказом № 726 было присвоено звание мастер спорта международного класса по панкратиону. В настоящее время, Павел продолжает карьеру действующего спортсмена, а также пробует себя в новой роли, роли тренера.

## Достижения и награды
Павел Катрунов является мастером спорта международного класса по универсальному бою, мастером спорта по панкратиону, мастером спорта Республики Беларусь по рукопашному бою, мастером спорта Республики Беларусь по ушу-саньшоу. Является призером чемпионата мира по универсальному бою 2009 года, призёром чемпионата Европы по рукопашному бою 2010 года, призёром чемпионата мира по панкратиону 2018 год. Неоднократный победитель чемпионата Республики Беларусь по рукопашному бою и ушу-саньшоу. Также является призёром Республики Беларусь по кикбоксингу (раздел лоу-кик), призёром Республики Беларусь по грэпплингу.
За более чем 10-летнюю карьеру в послужном списке Павла свыше 45 медалей и кубков.

## Статистика боёв
| №  | Результат | Дата                  | Турнир                                         | Соперник            | Страна   | Раунд | Время | Метод                                     |
| -- | --------- | --------------------- | ---------------------------------------------- | ------------------- | -------- | ----- | ----- | ----------------------------------------- |
| 20 | Победа    | 1 апреля 2017 года    | WFCA 35 — Battle in Astana                     | Асланбек Мусаев     | Россия   | 1     | 4:38  | Сабмишном (рычаг локтя)                   |
| 19 | Поражение | 22 октября 2016 года  | MFP Sakhalin Governor’s Cup 2016               | Рамзан Мукайлов     | Россия   | 1     | 3:45  | Техническим нокаутом (удары)              |
| 18 | Поражение | 26 мая 2016 года      | EFN — Fight Nights Global 48                   | Сергей Калинин      | Россия   | 3     | 5:00  | Решением (единогласным)                   |
| 17 | Поражение | 11 декабря 2015 года  | EFN — Fight Nights Moscow                      | Алексей Ефремов     | Россия   | 2     | 3:20  | Технический нокаут (удары)                |
| 16 | Поражение | 25 сентября 2015 года | EFN — Fight Nights Dagestan                    | Аюб Гимбатов        | Россия   | 2     | 3:17  | Сабмишном (Удушение сзади)                |
| 15 | Поражение | 29 августа 2015 года  | ACB 21 — Grozny                                | Эли Эскиев          | Россия   | 3     | 5:00  | Решением (единогласным)                   |
| 14 | Поражение | 22 ноября 2014 года   | Russian MMA Union — New Horizons Grand Final   | Халид Муртазалиев   | Россия   | 2     | 5:00  | Решением (единогласным)                   |
| 13 | Победа    | 25 октября 2014 года  | Voronezh MMA Federation — Fight Riot 4         | Дмитрий Войтов      | Россия   | 1     | 1:54  | Сабмишном (удушение гильотиной)           |
| 12 | Поражение | 27 сентября 2014 года | M-1 Global Super-Stage Reality Show MixFighter | Владимир Катыхин    | Россия   | 2     | 5:00  | Решением (единогласным)                   |
| 11 | Победа    | 15 июня 2014 года     | M-1 Global MixFighter Season 4                 | Грачья Бозинян      | Россия   | 2     | 1:02  | Дисквалификацией (тычок в глаз)           |
| 10 | Победа    | 27 мая 2014 года      | Mix Fighter New Horizons Qualifying            | Ислам Гугов         | Россия   | 2     | 5:00  | Решением (единогласным)                   |
| 9  | Победа    | 29 марта 2014 года    | M-1 Belarus — Strongest Survive                | Павел Масальский    | Беларусь | 1     | 2:55  | Сабмишном (рычаг локтя)                   |
| 8  | Победа    | 29 ноября 2013 года   | Fight Nights — Battle on Nyamiha               | Дмитрий Масленников | Россия   | 2     | 2:00  | Сабмишном (удушение треугольником)        |
| 7  | Поражение | 4 ноября 2011 года    | UAMA — Warrior’s Honor 6                       | Евгений Фоменко     | Россия   | 1     | 1:03  | Сабмишном (ключ ахилла)                   |
| 6  | Победа    | 15 октября 2011 года  | M-1 Ukraine — Battle of Minsk                  | Джавид Маммадов     | Россия   | 3     | 5:00  | Решением (большинством судейских голосов) |
| 5  | Победа    | 17 сентября 2011 года | M-1 Belarus — Battle of Minsk                  | Андрей Дряпко       | Украина  | 1     | 2:45  | Сабмишном (удушение сзади)                |
| 4  | Победа    | 25 декабря 2010 года  | ProFC — Union Nation Cup 11                    | Антон Кононюк       | Россия   | 1     | 0:23  | Сабмишном (рычаг локтя)                   |
| 3  | Победа    | 6 ноября 2010 года    | M-1 Selection Belarus — Quarterfinals          | Иван Громов         | Беларусь | 1     | 2:55  | Сабмишном (рычаг локтя)                   |
| 2  | Победа    | 29 апреля 2010 года   | M-1 Ukraine — 2010 Selections 1                | Артем Akopyan       | Украина  | 1     | 0:55  | Сабмишном (удушение сзади)                |
| 1  | Победа    | 15 февраля 2009 года  | MFB 2 — Belarus vs. Ukraine                    | Глеб Морозов        | Украина  | 1     | 0:00  | Сабмишном (рычаг локтя)                   |

## Стиль боя
Павел Катрунов считается одним из небольшого количества бойцов, способных с одинаковой уверенностью вести бой, как в партере, так и в стойке. Стоит отметить, что сам Павел, отдаёт предпочтение стойке и обладает нокаутирующим ударом, левым джебом. Павел крайне редко наносит удары ногами, нельзя сказать, что это является упущением в технике бойца, а скорее всего, личным выбором стиля ведения боя. Преимущественно, Катрунов работает первым номером и является приверженцем атакующего стиля ведения боя. Его действия направлены на полную деморализацию противника за счёт проведения серий мощных ударов, а также быстрого перемещения в ринге. При работе в партере, отличительной особенностью Павла, является то, что он контролирует ход боя, как в положении сверху, так и находясь на спине. Так, в поединке с Асланбеком Мусаевым, Павел одержал победу проведя удушающий приём, находясь в нижней позиции. Показательным, остаётся тот факт, что половину своих побед, спортсмен завоевал проведя удушающие приёмы. К слову сказать, любимым приёмом Павла, является «Треугольник». Сочетая в себе уникальную способность успешно вести бой, и в стойке, и в партере с феноменальной выносливостью, Павла по праву, можно назвать универсальным бойцом.